# NGC 1998
NGC 1998 est une galaxie lenticulaire située dans la constellation du Peintre. NGC 1998 a été découverte par l'astronome britannique John Herschel en 1834.

## Caractéristiques
Sa vitesse par rapport au fond diffus cosmologique est de 4 594 ± 32 km/s, ce qui correspond à une distance de Hubble de 67,8 ± 4,8 Mpc (∼221 millions d'al).